# Canon EOS 700D
Die EOS 700D (in Nordamerika EOS Rebel T5i, in Japan EOS Kiss X7i) ist eine digitale Spiegelreflexkamera des japanischen Herstellers Canon, die im April 2013 als Nachfolger der Canon EOS 650D in den Markt eingeführt wurde.

## Technische Merkmale
Die Kamera kann bis zu fünf Bilder/Sekunde aufnehmen. Der Bildsensor im APS-C-Format erlaubt Aufnahmen bis 18 Megapixel (5184 × 3456 Pixel). Das Display ist dreh- und schwenkbar und bietet auch Touchscreen-Funktionalität.
Die Kamera besitzt im Weiteren folgende Merkmale:
- Bildeffekte sind im LiveView vor der Bildaufnahme kontrollierbar.[4]
- Das Moduswahlrad lässt sich um 360 Grad drehen.[4]
- Die Gehäuseoberfläche ist relativ rau und griffig.[4]
- Das mit der Kamera angebotene Kit-Objektiv „EF-S 18-55mm f/3.5-5.6 STM IS“ verfügt über einen veränderten Autofokus-Mechanismus mit Steppermotor, welches geräuscharmes „Movie Servo AF“ ermöglicht
- Belichtungsindex von ISO 100 bis ISO 25.600
- 9-Punkt-Autofokus mit 9 Kreuzsensoren
- 3,0″-LCD-Touchscreen mit einer Auflösung von 720 × 480 Pixel (entspr. 3:2-Seitenverhältnis)
- iFCL-AE-Messsystem
- HDMI™-Anschluss
- EOS Integrated Cleaning System
- Videomodus: Full HD 1.920 × 1.080 (29,97, 25, 23,976 B/s); 1.280 × 720 (59,94, 50 B/s); 640 × 480 (59,94, 50 B/s)
- 14-Bit-A/D-Wandler
- Kompatibel mit allen EF/EF-S-Objektiven und EX-Speedlites
- DIGIC-5-Prozessor